# セキュリティチェック

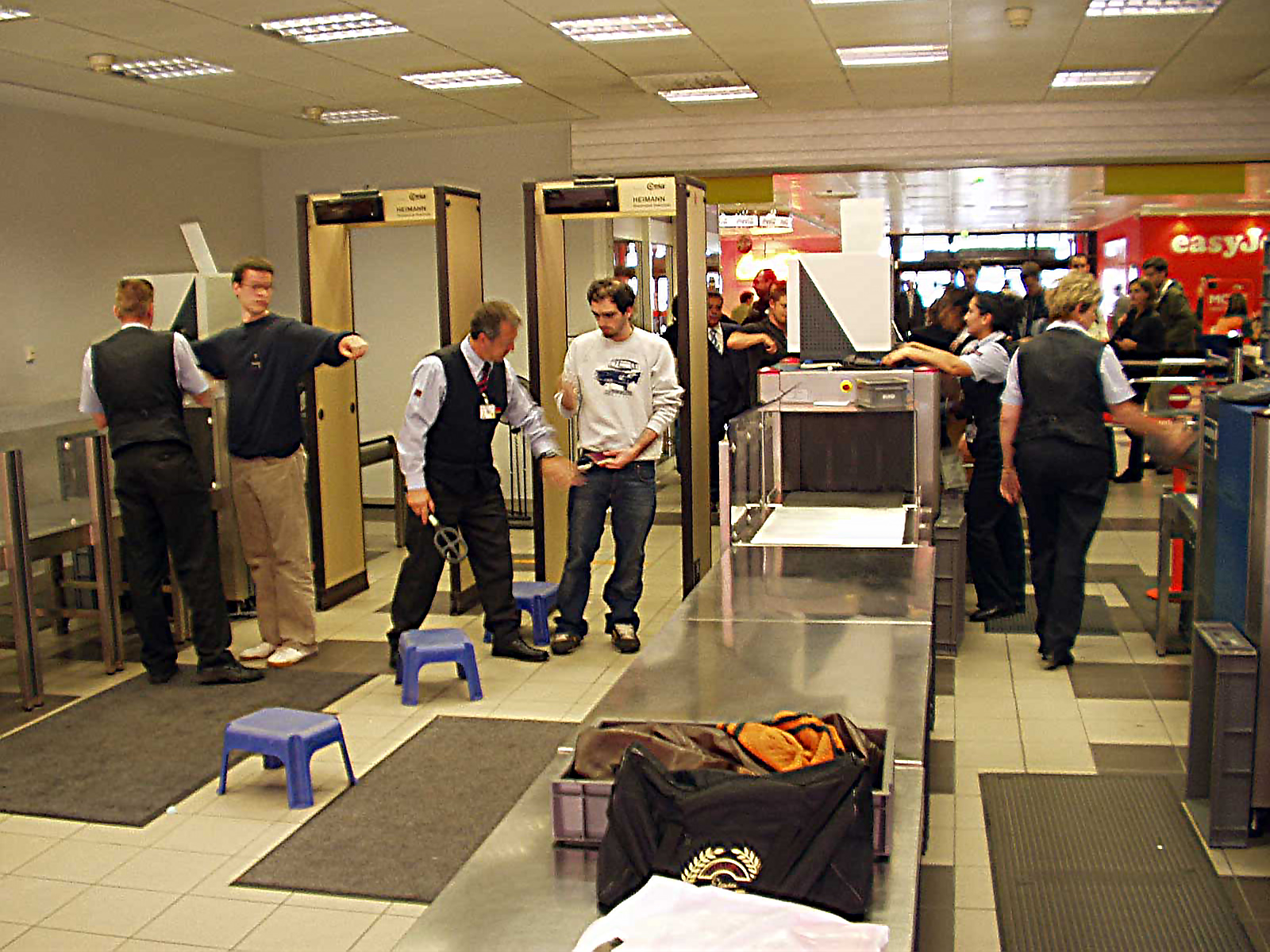
空港でのセキュリティチェック

セキュリティチェック（英: security check）とは、安全の確保や情報漏洩の防止などを目的に行われる検査である。
空港などでの手荷物検査や身体検査、オフィスなどでの入退室時の本人確認、パソコンのウイルスチェックなどがセキュリティチェックと呼ばれる。
空港で飛行機に搭乗する前に受けるセキュリティチェックは、ナイフなどの凶器となり得る品物の機内への持ち込みを排除するために行われる。国際線では出国手続きの前に受ける場合がほとんどであり、検査方法は国や空港、国内線か国際線かによっても異なる。